# Velo i Malo Blato
Velo i Malo Blato este o arie protejată (sit de importanță comunitară — SCI) din Croația întinsă pe o suprafață de 661,1 ha, integral pe uscat.

## Localizare
Centrul sitului Velo i Malo Blato este situat la coordonatele 44°21′32″N 15°08′13″E / 44.358786°N 15.136945°E.

## Înființare
Situl Velo i Malo Blato a fost declarat sit de importanță comunitară în iulie 2013 pentru a proteja 3 specii de animale.

## Biodiversitate
Situată în ecoregiunea mediteraneană, aria protejată conține 6 habitate naturale: Pășuni mediteraneene udate de apa mării (Juncetalia maritimi), Ape stătătoare oligotrofe până la mezotrofe, cu vegetație de Littorelletea uniflorae și/sau de Isoëto-Nanojuncetea, Pajiști uscate din regiunea submediteraneeană estică (Scorzoneratalia villosae), Lacuri eutrofice naturale cu vegetație de tip Magnopotamion sau Hydrocharition, Tufărișuri halofile mediteraneene și termo-atlantice (Sarcocornetea fruticosi), Salicornia și alte specii anuale care populează regiunile mlăștinoase și nisipoase.
La baza desemnării sitului se află mai multe specii protejate de  nevertebrate (3): fluturele auriu (Euphydryas aurinia), Lindenia tetraphylla, Proterebia afra dalmata
Pe lângă speciile protejate, pe teritoriul sitului au mai fost identificate 3 specii de plante, 2 specii de nevertebrate.